# Asociación para la promoción del conocimiento psicológico del ser humano
La Asociación para la promoción del conocimiento psicológico del ser humano (en alemán 'Verein zur Förderung der Psychologischen Menschenkenntnis' ) fue una  asociación interdisciplinaria con orientación psicológica y educativa. Fue fundada en 1986 por la psicóloga Annemarie Buchholz-Kaiser (nacida el 12 de octubre de 1939, † 21 de mayo de 2014) a partir de los restos de la Escuela de Psicoterapia de Zúrich fundada por Friedrich Liebling ·.

### Publicaciones de la Asociación
- Standort Schule – Schul«reform» – die heimliche Abschaffung der Schule, 4 Bände, Verlag Menschenkenntnis 1991, ISBN 3-906989-05-4
- Ausgegrenzt: VPM – Menschenrechtsverletzungen im schweizerischen Alltag, 34 Erfahrungsberichte, Verlag Menschenkenntnis 1993, ISBN 3-906989-30-5

### Publicaciones a favor
- Gerhard Besier/Erwin K. Scheuch (Hrsg.): Die neuen Inquisitoren, Religionsfreiheit und Glaubensneid, Band II, Edition Interfrom 1999, ISBN 3-7201-5278-2 (darin abgedruckt: Martin Kriele, Gutachterliche Stellungnahme im Verfahren Verein zur Förderung der Psychologischen Menschenkenntnis gegen die Bundesrepublik Deutschland, 4. November  1993)
- Felix Flückiger: «Sekten»-Jagd. Die Neue Intoleranz – Fakten, Hintergründe, Einwände. Alpenland Verlag, Zürich 1998; ISBN 3-9521711-0-7 (mit einem ausführlichen Kapitel über den VPM)

### Publicaciones en contra
- Ingolf Efler, Holger Reile (Hrsg.): VPM – Die Psychosekte. Rowohlt Verlag, Reinbek 1995, ISBN 3-499-19911-4.
- Hansjörg Hemminger: VPM. Der «Verein zur Förderung der psychologischen Menschenkenntnis» und Friedrich Lieblings «Zürcher Schule». Evangelischer Presseverband für Bayern : München, 1994, ISBN 3-583-50663-4
- Eugen Sorg: Lieblingsgeschichten. Die «Zürcher Schule» oder Innenansichten eines Psycho-Unternehmens., Weltwoche Verlag : Zürich, 1991, ISBN 3-855-04130-X
- Hugo Stamm: VPM – Die Seelenfalle. «Psychologische Menschenkenntnis» als Heilsprogramm. Werd Verlag, Zürich 1993, ISBN 3-859-32162-5
- Thomas Zschaber: Manipulation und Indoktrination durch Sprache. Eine Literaturanalyse mit einer anschließenden Untersuchung von pädagogisch-psychologischen Doktrinen. Verlag Paul Haupt : Bern, Stuttgart, Wien, 1993, ISBN 3-258-04798-7